# شار تابشی
در رادیومتری، شار تابشی یا توان تابشی معیاری است برای اندازه‌گیری توان کل یک تابش الکترومغناطیسی (شامل بخش‌های فروسرخ، فرابنفش و نور مرئی)بر واحد سطح. توان ممکن است توان کل گسیل‌شده از منبع باشد، یا توان کلی که روی یک سطح می‌نشیند.

## یکاها
در دستگاه بین‌المللی یکاها، یکای شار تابشی وات بر متر مربع  (W) است که بُعد آن توان بخش بر سطح یا به بیان یکاهای اس‌آی، ژول بخش بر ثانیه بخش بر واحد سطح است.
| کمیت                  | نماد     | یکا(ها) در اس‌آی                                                  | نماد یکا(ها)                  | یادداشت                                                                                              |
| --------------------- | -------- | ---------------------------------------------------------------- | ----------------------------- | --- |
| انرژی تابشی           | Q        | ژول                                                              | J                             | انرژی                                                                                                |
| شار تابشی             | Φ        | وات                                                              | W                             | توان تابشی که همچنین انرژی تابشی بر یکای زمان نامیده می‌شود                                           |
| نیرومندی تابش         | I        | وات بر استرادیان                                                 | W·sr−1                        | توان بر زاویه فضایی                                                                                  |
| تابش                  | L        | وات بر استرادیان بر متر مربع                                     | W·sr−1·m−2                    | توان بر یکای زاویه فضایی بر یکای پیش‌بینی شده مساحت مبدا. که در برخی رشته‌های تحصیلی شدت خوانده می‌شود. |
| پرتو افکنی-چگالی تابش | E, I     | وات بر متر مربع                                                  | W·m−2                         | توان بر سطح بعضی وقت‌ها به اشتباه "شدت" خوانده می‌شود.                                                 |
| پرتو افکنی            | M        | وات بر متر مربع                                                  | W·m−2                         | توان بیرون آمده از سطح.                                                                              |
| تابش-رادیوسیتی        | J یا Jλ  | وات بر متر مربع                                                  | W·m−2                         | نور منتشر شده به‌اضافه بازتاب توان بیرون آمدن از سطح                                                  |
| تابش طیفی             | Lλ یا Lν | وات بر استرادیان بر متر۳ یا وات بر استرادیان بر متر مربع بر هرتز | W·sr−1·m−3 یا W·sr−1·m−2·Hz−1 | عموما بدین صورت اندازه‌گیری می‌شود: W·sr−1·m−2·nm−1                                                    |
| پرتو افکنی طیفی       | Eλ یا Eν | وات بر متر۳ یا وات بر متر مربع بر هرتز                           | W·m−3 یا W·m−2·Hz−1           | عموما بدین صورت اندازه‌گیری می‌شود: W·m−2·nm−1                                                         |